# 16 août 1970
Le dimanche 16 août 1970 est le 228e jour de l'année 1970.

## Naissances
- Éric Hossan, romancier français
- Dean Del Mastro, homme politique canadien
- Dena Head, joueuse et entraîneuse américaine de basket-ball
- Dimitri Legasse, politicien belge
- Fabio Casartelli (mort le 18 juillet 1995), cycliste italien
- Killah Priest, rappeur américain
- Lionel Rouxel, joueur de football français
- Manisha Koirala, actrice
- Myriam Klink, Mannequin et chanteuse libanaise et serbe
- Raouf Bouzaiene, joueur tunisien de football
- Saif Ali Khan, acteur indien
- Sergio Bergamelli, skieur alpin italien
- Seth Peterson, acteur américain

## Décès
- Charles des Jamonières (né le 18 avril 1902), tireur sportif et poète français

## Événements
- Fin de championnats du monde de cyclisme sur route 1970
- Grand Prix automobile d'Autriche 1970